# Zjizn vrasplokh
Zjizn vrasplokh (russisk: Жизнь врасплох) er en russisk spillefilm fra 2007 af Aleksandr Brunkovskij.

## Medvirkende
- Aleksandra Prokofjeva som Masha
- Sergej Batalov
- Marina Jakovleva
- Dmitrij Kozlov som Tjoma
- Artjom Krestovskij